# (4855) Tenpyou
(4855) Tenpyou (1982 VM5) – planetoida z pasa głównego asteroid okrążająca Słońce w ciągu 3,34 lat w średniej odległości 2,23 j.a. Odkryta 14 listopada 1982 roku.